# 劉士禎
劉士禎（？—1649年），字吉侯，號须弥，江西吉安府万安县民籍。明朝政治人物。

## 生平
萬曆四十六年（1618年）戊午科江西鄉試舉人，天啓二年（1622年）壬戌科進士。都察院观政，三年十月授广东韶州府推官。会乐昌连山之狱株连甚众，士祯讞之得其情，力雪之，人交服其明允。继授广西道御史，上疏言五事：一曰审势以培脉，二曰虚衷以御下，三曰核饷在精兵，四曰安民在奖廉，五曰课绩在修职，上嘉纳之。寻奉巡按浙江，海塘冲决，所在漂溺，士祯单骑行视，以身先，督诸守土，不数月而功告成。复命巡按黔中，安南盘江暴涨雷厉，岁溺无算，士祯请创雄城，排山锁水，连云永镇。时镇远苗巴香等作乱，士祯剿抚有功，加服俸二级，以直声见忌，左迁广东廉使。适惠阳兵火之后，贼首邹豺子等凶焰不靖，士祯摄惠潮事，息心擘画，灭渠散党，惠潮以安。未几流寇蹂躏荆沔，深入蓝临，以窥粤之惠昌，两路大吏交章荐祯监军，奉命再至韶为制府，前驱贼溃围奔北，有平寇碑以纪其事。继升福建右藩，随迁湖广左藩，楚三方受寇，荐加凶殣，士祯请蠲乞赈，设粥平糴，所活无算。寻升应天府府尹，筹度军饷，及期转输，升通政使司左通政，严禁烦嚣，封驳章奏，心切救时疏凡数上，举劾之事一秉于公。寻以疾乞休，不允，转擢兵部左侍郎，加刑部尚书，赐斗牛服。所著有《结霄楼》、《澄观楼》、《藜光围稿》、《三秉丹堂集》。從兄劉廷佐，万历四十四年丙辰进士，任御史。